# 聖家廟

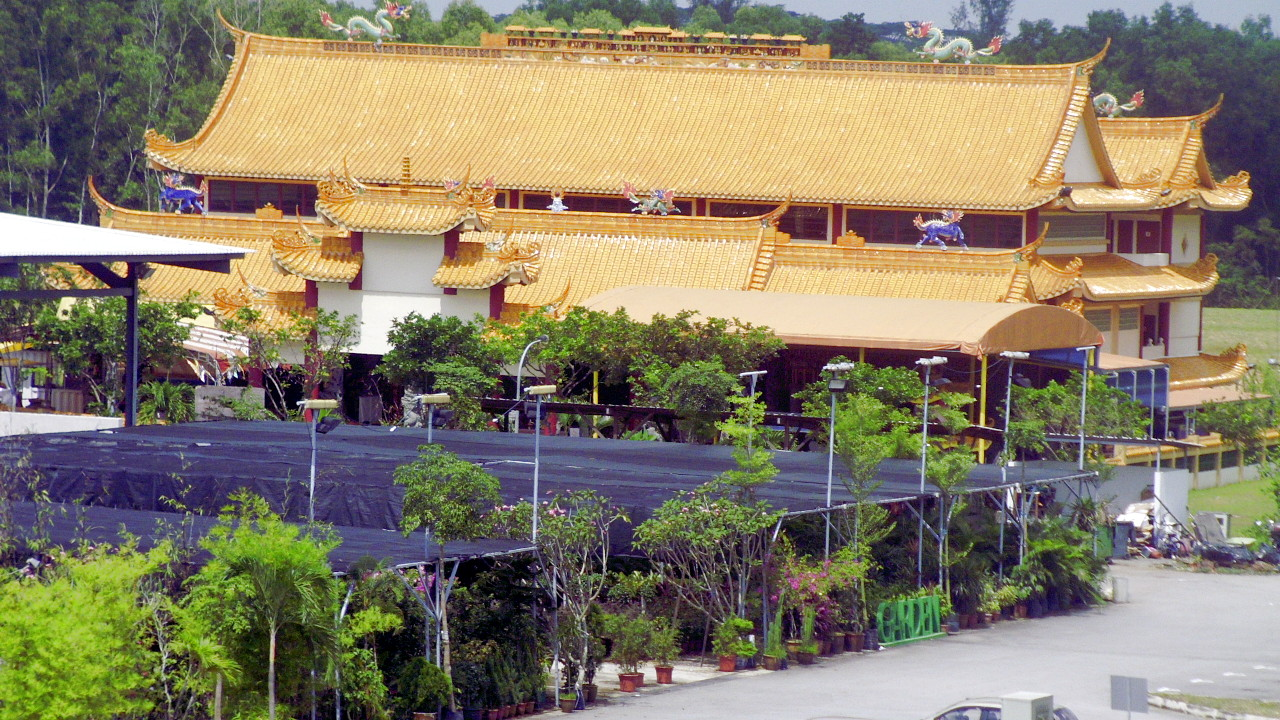
新加坡榜鵝東聖家廟

聖家廟（英語：Sheng Jia Temple），位於新加坡榜鵝東（英語：Punggol East）的道教廟宇，20世紀70年代初期創立，供奉孫悟空、觀音、「五營神將（卅六將）」、土地神多尊雕像。大門的對聯：
齊天瑞氣祥光照四方
大聖神威赫赫降吉祥

## 外部連結
- 2010年聖家廟齊天大聖雕像出巡的影像 （页面存档备份，存于）